# Hadennia nigerrima
Hadennia nigerrima là một loài bướm đêm trong họ Noctuidae.